# Prosphilus vansoni
Prosphilus vansoni là một loài bọ cánh cứng trong họ Cerambycidae.